# Lewis Henry Morgan
Lewis Henry Morgan (Aurora, 21 novembre 1818 – Rochester, 17 dicembre 1881) è stato un etnologo e antropologo statunitense.
Fu consulente giuridico di una compagnia ferroviaria e attivo militante del Partito Repubblicano nelle file del quale fu eletto al Congresso come deputato e successivamente come senatore.
È conosciuto per le sue opere sulla parentela, per i suoi studi sulle forme di famiglia matriarcali che avrebbero preceduto quelle patriarcali, le sue teorie di evoluzione sociale e per la sua etnografia sugli Irochesi. Il lavoro di Morgan ha influenzato gli studi etnologici di Marx ed Engels, in particolare l'opera di questi L'origine della famiglia, della proprietà privata e dello Stato.
Visse a lungo tra gli Irochesi e compì spedizioni fra le popolazioni indigene del Kansas, del Nebraska, delle Montagne Rocciose e del Nuovo Messico.

## Ricerca antropologica
Appassionato di etnologia, spese le sue energie nella ricerca sulle popolazioni native del Nordest, facilitato dall'amicizia con il nativo nordamericano Ely Parker, commissario governativo per gli affari dei nativi nordamericani durante la guerra civile. Insieme a lui scrisse la Lega degli Irochesi nel 1851. Avvantaggiato dalla presenza di molte tribù di nativi nordamericane nel suo Paese, che egli visitava di frequente, partecipò alla loro vita guadagnandosi la loro amicizia. Tra queste, la tribù dei nativi nordamericani Seneca a cui apparteneva Ely Parker lo adottò col nome di Taydawahguh, «colui che si tiene in mezzo», ossia colui che fa da mediatore tra i nativi nordamericani e gli ultimi arrivati.

## Sistemi di consanguineità e di affinità nella famiglia umana

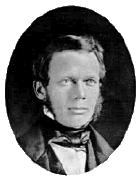
Morgan nel 1848

Morgan condivide con l'inglese Edward Burnett Tylor il titolo di fondatore dell'antropologia culturale. Secondo Morgan la storia umana si è sviluppata in tre periodi etnici: lo stato selvaggio, la barbarie e la civiltà. Egli suddivide a sua volta questi tre stadi in sette periodi dallo stadio selvaggio inferiore (gli uomini si nutrono di frutta e di bacche) allo stadio civile (uso dell'alfabeto fonetico e della scrittura). All'interno di questa evoluzione la famiglia ha conosciuto cinque tappe:
1. La famiglia consanguinea in cui il matrimonio avveniva tra fratelli e sorelle.
2. La famiglia punalua in cui vigeva il divieto di matrimonio tra fratelli e sorelle.
3. La famiglia sindiasmiana nella quale le coppie nascevano e si scioglievano spontaneamente.
4. La famiglia patriarcale in cui l'autorità suprema spettava al capo di sesso maschile.
5. La famiglia monogamica basata sull'uguaglianza tra maschio e femmina, che si va evolvendo verso la famiglia nucleare.

Questi passaggi sono avvenuti a causa del succedersi delle forme di economia, da quella dei raccoglitori e cacciatori a quella dell'industrializzazione moderna. Morgan dimostrò queste intuizioni nella sua opera successiva intitolata La società antica (1877), criticata dagli anti-evoluzionisti e ignorata dai funzionalisti, ma molto apprezzata da Friedrich Engels, che ne fece l'elogio nell'opera L'origine della famiglia, della proprietà privata e dello Stato.

### Stadi di sviluppo
Morgan delineò in maniera rigorosa gli stadi culturali, utilizzando gli elementi materiali come riferimento, suddividendoli in:
1. Lo stadio Selvaggio: le popolazioni vivevano prevalentemente di caccia, pesca e raccolta. Stadio caratterizzato da nomadismo in cui la comunità primitiva non avverte l'esigenza di stabilirsi su di un territorio preciso e si sposta di volta in volta.
2. Lo stadio delle Barbarie: in cui la popolazione si dedica all'agricoltura e all'allevamento degli animali. Le comunità cominciano a raggiungere notevoli livelli di strutturazione sociale (ad esempio fanno la loro comparsa i tabù come quello dell'incesto). Scompare o cala vistosamente il fenomeno del nomadismo.
3. Lo stadio della Civiltà: ossia lo stadio che secondo Morgan è stato raggiunto solo dalle civiltà occidentali. Esso è ritenuto lo stadio più evoluto fra i tre e quello in cui nasce e si sviluppa l'economia industriale.

Poiché le società più semplici non hanno ancora raggiunto gli stadi culturali più elevati del progresso, possono essere ritenute simili alle società più antiche. È quindi possibile che le tribù primitive riescano a illustrare le condizioni di vita dei nostri antenati.

## Opere
- 1851: La lega degli Irochesi
- 1857: Leggi di discendenza tra gli Irochesi
- 1871: Sistemi di consanguineità e di affinità nella famiglia umana
- 1877: La società antica, o ricerche sulla linea del progresso umano dallo stato selvaggio, attraverso la barbarie, alla civiltà